# Newport (Arkansas)
Newport és una població dels Estats Units a l'estat d'Arkansas. Segons el cens del 2000 tenia 7.811 habitants.

## Demografia
Segons el cens del 2000, Newport tenia 7.811 habitants, 2.690 habitatges, i 1.702 famílies. La densitat de població era de 231,5 habitants/km².
Dels 2.690 habitatges en un 26,2% hi vivien nens de menys de 18 anys, en un 42,5% hi vivien parelles casades, en un 17,5% dones solteres, i en un 36,7% no eren unitats familiars. En el 33,2% dels habitatges hi vivien persones soles el 17,9% de les quals corresponia a persones de 65 anys o més que vivien soles. El nombre mitjà de persones vivint en cada habitatge era de 2,29 i el nombre mitjà de persones que vivien en cada família era de 2,9.
Per edats la població es repartia de la següent manera: un 19,6% tenia menys de 18 anys, un 16,7% entre 18 i 24, un 24,9% entre 25 i 44, un 20,9% de 45 a 60 i un 17,9% 65 anys o més.
L'edat mediana era de 37 anys. Per cada 100 dones de 18 o més anys hi havia 78,9 homes.
La renda mediana per habitatge era de 24.151 $ i la renda mediana per família de 33.500 $. Els homes tenien una renda mediana de 29.943 $ mentre que les dones 17.437 $. La renda per capita de la població era de 15.757 $. Entorn del 17,7% de les famílies i el 22,8% de la població estaven per davall del llindar de pobresa.

## Poblacions més properes
El següent diagrama mostra les poblacions més properes.

## Personatges il·lustres
- Mary Steenburgen. Actriu.